# Паласов лен
Паласов лен (Linum pallasianum) е многогодишно тревисто растение от семейство Ленови, регионално изчезнал вид за България, включен в Червената книга на България.
Представлява многогодишно тревисто растение с многобройни стерилни стъбла. Цветоносните стъбла са високи 5 – 20 cm. Те са прави, гъсто- или разпръснатовлакнести. Листата на стерилните стъбла са с дължина 10 – 15 mm и ширина 2 – 3 mm. По форма са лопатовидни, ланцетно лопатовидни до линейни, в основата с къса дръжка и две тъмнокафяви прилистникови жлези, гъсто или разпръснато влакнести. Стъбловите листа са дълги 10 – 25 mm и широки 2 – 2,5 mm, линейноланцетни до линейни, в основата са широкоприседнали, влакнести, с две тъмнокафяви прилистникови жлези. Прицветниците са ланцетни, а съцветията – връхни и малоцветни. Цветовете му са правилни и хетеростилни. Чашелистчетата са с дължина 6 – 7 mm и ширина 2 – 2,5 mm, по-дълги от кутийката, по ръба са жлезисторесничести. Венчелистчетата са обратнояйцевидни и жълти. Плодът представлява кълбовидна кутийка, с късо носче. Семената му са тъмнокафяви, матови. Цъфти през юни – юли и плодоноси през юли – август. Видът е насекомоопрашващ се и се размножава със семена.
Разпространен е по сухи тревисти и каменисти варовити места и в равнините, като образува малочислени популации с ограничена площ в Източна и Югоизточна Европа. В България е намиран в района на Силистра.